# Nekrolog 1. Quartal 1976
Nekrolog
◄◄
| ◄
| 1972
| 1973
| 1974
| 1975
| 1976 | 1977 | 1978 | 1979 | 1980 | ► | ►►
1. Quartal |
2. Quartal |
3. Quartal |
4. Quartal 1976
Weitere Ereignisse | Allgemeiner Nekrolog 1976
Die Beschreibung der verstorbenen Person sollte so kurz wie möglich gehalten sein und nur deren signifikante Tätigkeit(en) enthalten.
Neue Namen ggf. auch unter dem Geburts- und Sterbedatum, also etwa unter 1. Januar und im Geburts- und Sterbejahr (2024) eintragen (nur bei entsprechender großer Wichtigkeit). Für Beispiele siehe die schon vorhandenen Artikel.
Außerdem über die fünf zuletzt Verstorbenen, zu denen es einen ausreichend guten Artikel für eine Präsentation auf der Hauptseite gibt, nach der todesbedingten Überarbeitung der Artikel ggf. auch unter Wikipedia Diskussion:Hauptseite informieren und sie am besten auch in den anderen Wikipedia-Sprachversionen eintragen. Tipp: Regelmäßig bei news.google.de nach „ist tot“, „gestorben“ oder „verstorben“ suchen.
Wenn eine Person gestorben ist, gibt es viele Seiten zu dieser Person in der Wikipedia, die davon auch betroffen sind und entsprechend aktualisiert werden müssen. Beispiele: Namenübersichtsseite, Geburtsjahr, Geburtsort-Seiten und viele mehr.
Wie finde ich die betroffenen Seiten?
Im Suchfeld auf der linken Seite gibt man den Suchbegriff so ein: „Vorname Nachname“. Dann klickt man auf Volltext und alle Seiten mit entsprechendem Suchtext werden aufgerufen. Hier sieht man dann schnell, wo auch das Todesjahr Sinn macht oder sogar ein Teil des Artikels angepasst werden muss. Auch hilft das „Werkzeug“ auf der linken Seite sehr gut, um solche Seiten aufzufinden: „Links auf diese Seite“. Somit ist die Wikipedia wieder aktuell in allen Bereichen! Hinweis: bei Eintragung der Kategorie „Gestorben JAHR“ wird der Missbrauchsfilter 49 ausgelöst, was jedoch nicht schlimm ist. Siehe: Spezial:Missbrauchsfilter/49
Dies ist eine Liste von im ersten Quartal 1976 verstorbenen bekannten Persönlichkeiten. Die Einträge erfolgen innerhalb der einzelnen Daten alphabetisch sortiert. Tiere sind im Nekrolog für Tiere zu finden.

## Januar
| Tag        | Name                                            | Beruf, bekannt als                                                                                              | Alter | Beleg |
| ---------- | ----------------------------------------------- | --- | ----- | ----- |
| 1. Januar  | Mario Alborta                                   | bolivianischer Fußballspieler                                                                                   | 65    |       |
| 1. Januar  | Gerhard Beckmann                                | deutscher Richter                                                                                               | 82    |       |
| 1. Januar  | John Guthrie Brown                              | britischer Bauingenieur                                                                                         |       |       |
| 1. Januar  | Ernst Joseph Cohn                               | deutscher Jurist                                                                                                | 71    |       |
| 1. Januar  | Xaver Gmelch                                    | deutscher Motorradrennfahrer                                                                                    | 76    |       |
| 1. Januar  | Jakob Wilhelm Hinder                            | deutscher Keramiksammler                                                                                        | 74    |       |
| 1. Januar  | Walter Janssen                                  | deutscher Schauspieler                                                                                          | 88    |       |
| 1. Januar  | Yrjö Kallinen                                   | finnischer Politiker (Suomen Sosialidemokraattinen Puolue), Mitglied des Reichstags                             | 89    |       |
| 1. Januar  | Max Pfannenstiel                                | deutscher Geologe, Paläontologe und Bibliothekar                                                                | 73    |       |
| 1. Januar  | Martin Rosenberg                                | Schweizer Journalist und Parteimanager (CVP)                                                                    | 67    |       |
| 1. Januar  | Alfred Schmitt                                  | deutscher Sprachwissenschaftler, Phonetiker und Schriftforscher                                                 | 87    |       |
| 1. Januar  | Paul Schoop                                     | Schweizer Komponist, Pianist und Dirigent                                                                       | 66    |       |
| 1. Januar  | Walter Strauß                                   | deutscher Politiker (CDU), Staatssekretär                                                                       | 75    |       |
| 1. Januar  | Karl Vittinghoff                                | deutscher Politiker (SPD), MdHB                                                                                 | 76    |       |
| 2. Januar  | Dan Kazuo                                       | japanischer Schriftsteller                                                                                      | 63    |       |
| 2. Januar  | Karl Demeter                                    | deutscher Archivar, Historiker und Soziologe                                                                    | 86    |       |
| 2. Januar  | Daniel S. Earhart                               | US-amerikanischer Politiker (Demokratische Partei)                                                              | 68    |       |
| 2. Januar  | Hermann Knorr                                   | deutscher Verleger, Journalist und Politiker (SPD), MdL, Mitbegründer und Mitherausgeber der Rhein-Neckar-Ze... | 78    |       |
| 2. Januar  | Burton F. Miller                                | US-amerikanischer Filmtechnikpionier                                                                            | 70    |       |
| 3. Januar  | John Ainsworth-Davis                            | britischer Sprinter und Mediziner                                                                               | 80    |       |
| 3. Januar  | Anton Andergassen                               | österreichischer Geistlicher Rat und Pfarrer                                                                    | 82    |       |
| 3. Januar  | Mervyn Butler                                   | britischer General                                                                                              | 62    |       |
| 3. Januar  | Paul Diehl                                      | deutscher Filmproduzent, Filmregisseur und Autor                                                                | 89    |       |
| 3. Januar  | Irving Kaufman                                  | US-amerikanischer Sänger                                                                                        | 85    |       |
| 3. Januar  | Gerhard Nauck                                   | deutscher Kriminalbeamter                                                                                       | 82    |       |
| 3. Januar  | Karl Schwoon                                    | deutscher Maler, Galerist und Bildredakteur                                                                     | 67    |       |
| 4. Januar  | Albin Karl                                      | deutscher Politiker (SPD)                                                                                       | 86    |       |
| 4. Januar  | Rudolph Minkowski                               | deutsch-amerikanischer Astrophysiker                                                                            | 80    |       |
| 4. Januar  | Ernst Schlegel                                  | deutscher Flugpionier und Ingenieur                                                                             | 93    |       |
| 4. Januar  | Epaminondas Thomopoulos                         | griechischer Maler und Hochschulprofessor                                                                       |       |       |
| 5. Januar  | Henri Belleau                                   | kanadischer Ordensgeistlicher, römisch-katholischer Apostolischer Vikar von James Bay                           | 79    |       |
| 5. Januar  | William A. Blakley                              | US-amerikanischer Politiker (Demokratischen Partei)                                                             | 77    |       |
| 5. Januar  | John A. Costello                                | irischer Politiker, Ministerpräsident der Republik Irland                                                       | 84    |       |
| 5. Januar  | Mal Evans                                       | britischer Roadmanager bei den Beatles                                                                          | 40    |       |
| 5. Januar  | Gustav Geierhaas                                | deutscher Komponist                                                                                             | 87    |       |
| 5. Januar  | Joachim Günther                                 | deutscher Verkehrswissenschaftler                                                                               | 57    |       |
| 5. Januar  | Hamit Kaplan                                    | türkischer Ringer                                                                                               | 41    |       |
| 5. Januar  | Max Kleiber                                     | Schweizer Biologe, Agrar- und Ernährungswissenschaftler                                                         | 83    |       |
| 5. Januar  | Friedrich Kuhn                                  | deutscher Kreisschulrat, Archäologe und aktiver Gegner des NS-Regimes                                           | 80    |       |
| 5. Januar  | Friedrich Lensch                                | deutscher lutherischer Geistlicher und Leiter der Alsterdorfer Anstalten                                        | 77    |       |
| 5. Januar  | Fritz Meister                                   | deutscher Beamter und Politiker (SPD), MdL                                                                      | 79    |       |
| 5. Januar  | Georges Migot                                   | französischer Komponist, Maler und Dichter                                                                      | 84    |       |
| 5. Januar  | Walter Thomas Monnington                        | britischer Maler und Kunstpädagoge                                                                              | 73    |       |
| 5. Januar  | Albert Alois Müller                             | Schweizer Bibliothekar                                                                                          | 77    |       |
| 5. Januar  | Károly Takács                                   | ungarischer Sportschütze                                                                                        | 65    |       |
| 6. Januar  | José Gabriel Anaya y Diez de Bonilla            | mexikanischer Geistlicher, Bischof von Zamora                                                                   | 80    |       |
| 6. Januar  | Henry George                                    | belgischer Radrennfahrer                                                                                        | 84    |       |
| 6. Januar  | Annemarie Korff                                 | deutsche Schauspielerin                                                                                         | 66    |       |
| 6. Januar  | Paul Lingens                                    | deutscher Politiker und Schriftsteller                                                                          | 80    |       |
| 6. Januar  | René Martel                                     | französischer Historiker, Autor, Journalist und Übersetzer                                                      | 82    |       |
| 6. Januar  | Rupprecht Matthaei                              | deutscher Physiologe und Hochschullehrer                                                                        | 80    |       |
| 6. Januar  | Hubert Schaller-Kalide                          | deutscher General der Infanterie                                                                                | 93    |       |
| 6. Januar  | Rudolf Szyszkowitz                              | österreichischer Maler und Grafiker                                                                             | 70    |       |
| 7. Januar  | Frans Persson                                   | schwedischer Turner                                                                                             | 84    |       |
| 7. Januar  | Nathan Phillips                                 | kanadischer Politiker und 52. Bürgermeister von Toronto                                                         | 83    |       |
| 7. Januar  | Sydney James Van Pelt                           | australischer Mediziner                                                                                         | 67    |       |
| 8. Januar  | Friedrich Cornelius                             | deutscher Althistoriker                                                                                         | 82    |       |
| 8. Januar  | Herman van der Horst                            | niederländischer Dokumentarfilmregisseur und Kameramann                                                         | 65    |       |
| 8. Januar  | Walter Jäger                                    | deutscher Schachspieler                                                                                         | 62    |       |
| 8. Januar  | Pierre Jean Jouve                               | französischer Schriftsteller                                                                                    | 88    |       |
| 8. Januar  | Ernst Emil Jung                                 | deutscher Reeder und Mäzen in Hamburg                                                                           | 79    |       |
| 8. Januar  | Helmuth Kanter                                  | deutscher Geograf                                                                                               | 84    |       |
| 8. Januar  | Max Odoy                                        | deutscher Maler, Grafiker und Buchillustrator                                                                   | 89    |       |
| 8. Januar  | Werner Wittig                                   | deutscher Politiker (SED), MdV, 1. Sekretär der SED-Bezirksleitung Potsdam                                      | 49    |       |
| 8. Januar  | Zhou Enlai                                      | chinesischer Premierminister, Führer der Kommunistischen Partei Chinas                                          | 77    |       |
| 9. Januar  | Lester B. Granger                               | US-amerikanischer Bürgerrechtler                                                                                | 79    |       |
| 9. Januar  | Leopold Hofmann                                 | österreichischer Fußballspieler                                                                                 | 70    |       |
| 9. Januar  | Abaz Kupi                                       | albanischer Politiker und Widerstandskämpfer                                                                    | 83    |       |
| 9. Januar  | Robert F. Murphy                                | US-amerikanischer Politiker                                                                                     | 76    |       |
| 9. Januar  | Sidney Peters                                   | britischer Politiker (Liberal Party, später National Liberal Party)                                             | 90    |       |
| 9. Januar  | Bernd Ruland                                    | deutscher Journalist und Autor                                                                                  | 61    |       |
| 9. Januar  | Phoebe Atwood Taylor                            | US-amerikanische Krimischriftstellerin                                                                          | 66    |       |
| 9. Januar  | Rupert Wildt                                    | deutschamerikanischer Astronom                                                                                  | 70    |       |
| 10. Januar | Delbert Ray Fulkerson                           | US-amerikanischer Mathematiker                                                                                  | 51    |       |
| 10. Januar | Howlin’ Wolf                                    | US-amerikanischer Blues-Musiker                                                                                 | 65    |       |
| 10. Januar | Lloyd McCollough                                | US-amerikanischer Rockabilly-Musiker                                                                            | 40    |       |
| 10. Januar | Karl Heinz Möbius                               | deutscher katholischer Theologe, Priester und Marinepfarrer                                                     | 62    |       |
| 10. Januar | Stephen Ullmann                                 | ungarischer Linguist, Semantiker                                                                                | 61    |       |
| 10. Januar | Johann Wagner                                   | amerikanisch-österreichischer Politiker (ÖVP), Landtagsabgeordneter, Mitglied des Bundesrates                   | 59    |       |
| 11. Januar | Johannes Bank                                   | deutscher Politiker (Zentrum), MdL                                                                              | 78    |       |
| 11. Januar | Adam Kraft                                      | deutscher Verleger, Maler und Graphiker                                                                         | 77    |       |
| 11. Januar | Werner March                                    | deutscher Architekt                                                                                             | 81    |       |
| 11. Januar | Friedrich Schreyvogl                            | österreichischer Autor und Dramaturg                                                                            | 76    |       |
| 12. Januar | Agatha Christie                                 | englische Krimi-Schriftstellerin                                                                                | 85    |       |
| 12. Januar | Alois Hofer                                     | österreichischer Politiker (SPÖ), Landtagsabgeordneter im Burgenland                                            | 83    |       |
| 12. Januar | Bohuslav Kokoschka                              | österreichischer Schriftsteller, Maler und Grafiker, Bruder von Oskar Kokoschka                                 | 83    |       |
| 12. Januar | Max-Albert Lorenz                               | deutscher Politiker (NSDAP), MdR                                                                                | 89    |       |
| 12. Januar | Hermann Mayrhofer                               | deutscher Maler und Graphiker                                                                                   | 74    |       |
| 13. Januar | Funabashi Seiichi                               | japanischer Schriftsteller                                                                                      | 71    |       |
| 13. Januar | Georg Grünberg                                  | deutscher SS-Obersturmführer und KZ-Lagerführer                                                                 | 69    |       |
| 13. Januar | Margaret Leighton                               | britische Schauspielerin                                                                                        | 53    |       |
| 13. Januar | Mona Rüster                                     | deutsche Tischtennisspielerin                                                                                   | 74    |       |
| 13. Januar | Ahmed Jan Thirakwa                              | indischer Musiker (Tabla)                                                                                       |       |       |
| 13. Januar | Stith Thompson                                  | US-amerikanischer Volkskundler                                                                                  | 90    |       |
| 13. Januar | Berta Zirn                                      | deutsche Krankenschwester                                                                                       | 84    |       |
| 14. Januar | Abdul Razak                                     | malaysischer Politiker, Premierminister von Malaysia (1970–1976)                                                | 53    |       |
| 14. Januar | Juan D’Arienzo                                  | argentinischer Tango-Musiker und -Komponist                                                                     | 75    |       |
| 14. Januar | Walter Jauch                                    | deutscher Versicherungskaufmann                                                                                 | 87    |       |
| 14. Januar | Ossip Kalenter                                  | deutscher Schriftsteller                                                                                        | 75    |       |
| 14. Januar | Edoardo Piana Agostinetti                       | italienischer Geistlicher und römisch-katholischer Weihbischof in Novara                                        | 79    |       |
| 14. Januar | Charles R. Savage                               | US-amerikanischer Politiker                                                                                     | 69    |       |
| 14. Januar | Walter-Herwig Schuchhardt                       | deutscher Klassischer Archäologe                                                                                | 75    |       |
| 14. Januar | Thomas Kilgore Sherwood                         | US-amerikanischer Chemieingenieur                                                                               | 72    |       |
| 15. Januar | Nina Wladimirowna Makarowa                      | russische Komponistin                                                                                           | 67    |       |
| 15. Januar | Erich Reimer                                    | deutscher Widerstandskämpfer gegen den Nationalsozialismus und Redakteur                                        | 73    |       |
| 15. Januar | Hans Schnoor                                    | deutscher Musikwissenschaftler, Journalist und Musikkritiker                                                    | 82    |       |
| 15. Januar | George J. Schulz                                | US-amerikanischer Physiker                                                                                      | 50    |       |
| 15. Januar | Bohumil Soudský                                 | tschechoslowakischer Vorgeschichtsforscher                                                                      | 53    |       |
| 16. Januar | Gleb Wladimirowitsch Baklanow                   | sowjetischer Offizier                                                                                           | 65    |       |
| 16. Januar | Andrei Andrejewitsch Fait                       | sowjetischer Schauspieler                                                                                       | 72    |       |
| 17. Januar | Margit Andaházi                                 | ungarische Schauspielerin                                                                                       | 52    |       |
| 17. Januar | John Herne Sanders                              | britischer Autor                                                                                                | 87    |       |
| 17. Januar | Erich Schulte Mönting                           | deutscher Marineoffizier, zuletzt Vizeadmiral im Zweiten Weltkrieg                                              | 78    |       |
| 18. Januar | Kurt Bloch                                      | deutschamerikanischer Wirtschaftsjournalist                                                                     | 74    |       |
| 18. Januar | Smiljan Franjo Čekada                           | jugoslawischer Geistlicher, Erzbischof von Vrhbosna                                                             | 73    |       |
| 18. Januar | Gertrud Gabl                                    | österreichische Skirennläuferin                                                                                 | 27    |       |
| 18. Januar | Egon Geier                                      | österreichischer Schriftsteller und Lyriker                                                                     | 71    |       |
| 18. Januar | Wilhelm Hillesheim                              | deutscher Zimmermann und Kommunalpolitiker (CDU)                                                                | 86    |       |
| 18. Januar | Friedrich Hollaender                            | deutscher Komponist                                                                                             | 79    |       |
| 18. Januar | Martha Walter                                   | US-amerikanische Malerin                                                                                        | 100   |       |
| 19. Januar | Ernst Föhr                                      | deutscher katholischer Geistlicher und Politiker (Zentrum), MdR                                                 | 83    |       |
| 19. Januar | Kurt Hesse                                      | deutscher Offizier, Militärschriftsteller und Ökonom                                                            | 81    |       |
| 19. Januar | Sylvère Jezo                                    | französischer Radrennfahrer                                                                                     | 62    |       |
| 19. Januar | Yansambou Maïga Diamballa                       | nigrischer Politiker                                                                                            |       |       |
| 19. Januar | Ted McCord                                      | US-amerikanischer Kameramann                                                                                    | 75    |       |
| 19. Januar | Konstantin Reichardt                            | deutsch-amerikanischer germanistischer und skandinavistischer Mediävist                                         | 71    |       |
| 19. Januar | Dan Thornton                                    | US-amerikanischer Politiker                                                                                     | 64    |       |
| 19. Januar | Yagi Hidetsugu                                  | japanischer Physiker                                                                                            | 89    |       |
| 20. Januar | Thure Andersson                                 | schwedischer Ringer                                                                                             | 68    |       |
| 20. Januar | Adolf Härtl                                     | deutscher Politiker (SPD), MdL                                                                                  | 49    |       |
| 20. Januar | Günther Pawelke                                 | deutscher Diplomat                                                                                              | 75    |       |
| 20. Januar | Franz Tapper                                    | deutscher Filmproduzent                                                                                         | 89    |       |
| 21. Januar | Konrad Kellenberger                             | Schweizer Feinmechaniker und Uhrensammler                                                                       | 68    |       |
| 21. Januar | Fred Knoth                                      | US-amerikanischer Filmtechniker und Spezialeffektkünstler                                                       | 68    |       |
| 21. Januar | Christian Mahlstedt                             | deutscher Politiker (SPD), MdBB                                                                                 | 74    |       |
| 21. Januar | Joseph-Marie Martin                             | französischer Kardinal und Bischof der römisch-katholischen Kirche                                              | 84    |       |
| 21. Januar | Francis Moore                                   | kanadischer Eishockeytorwart, -schiedsrichter und -funktionär                                                   | 75    |       |
| 21. Januar | John Gould Moyer                                | US-amerikanischer Marineoffizier                                                                                | 82    |       |
| 21. Januar | Josy Polfer                                     | luxemburgischer Radrennfahrer                                                                                   | 46    |       |
| 22. Januar | Maurice Iweins d’Eeckhoutte                     | belgischer Diplomat                                                                                             | 71    |       |
| 22. Januar | Julio Goslar                                    | deutscher Kirchenmusiker                                                                                        | 92    |       |
| 22. Januar | Hermann Jónasson                                | isländischer Politiker                                                                                          | 79    |       |
| 22. Januar | Georg Höltker                                   | deutscher Geistlicher (römisch-katholisch), Steyler Missionar und Ethnologe                                     | 80    |       |
| 22. Januar | Edgar Leslie                                    | US-amerikanischer Songwriter                                                                                    | 90    |       |
| 22. Januar | Kiyoshi Ōkubo                                   | japanischer Serienmörder                                                                                        | 41    |       |
| 22. Januar | Charles Reznikoff                               | US-amerikanischer Poet                                                                                          | 81    |       |
| 22. Januar | Hilde Walter                                    | deutsche Journalistin                                                                                           | 80    |       |
| 22. Januar | Wilhelm Wetzel                                  | deutscher Politiker (NSDAP) und Oberbürgermeister von Lüneburg                                                  | 73    |       |
| 23. Januar | Basil Emmott                                    | britischer Kameramann                                                                                           | 81    |       |
| 23. Januar | Tom Hops                                        | deutscher Maler und Grafiker                                                                                    | 69    |       |
| 23. Januar | Frederick Hulford                               | britischer Leichtathlet                                                                                         | 92    |       |
| 23. Januar | Guillermo Naylor                                | argentinischer Polospieler                                                                                      | 91    |       |
| 23. Januar | Rudolf Picard                                   | deutscher Lehrer und Mundartforscher                                                                            | 86    |       |
| 23. Januar | Paul Robeson                                    | US-amerikanischer Schauspieler, Sänger, Sportler, Autor und Bürgerrechtler                                      | 77    |       |
| 23. Januar | Giulio Cesare Sonzogno                          | italienischer Komponist                                                                                         | 69    |       |
| 24. Januar | Emil Bodnăraș                                   | rumänischer Politiker und Generalstabschef                                                                      | 71    |       |
| 24. Januar | Walter Draeger                                  | deutscher Komponist und Hochschullehrer                                                                         | 87    |       |
| 24. Januar | Friedrich Feitzlmayr                            | österreichischer Politiker (fraktionslos), Mitglied des Bundesrates                                             | 74    |       |
| 24. Januar | Herbert Götzinger                               | deutscher Objektkünstler                                                                                        | 47    |       |
| 24. Januar | Georg Klotz                                     | italienischer Attentäter (Südtirol)                                                                             | 56    |       |
| 24. Januar | Pinchas Lawon                                   | israelischer Politiker                                                                                          | 71    |       |
| 24. Januar | José Cayetano Valadés Rocha                     | mexikanischer Journalist und Botschafter                                                                        | 76    |       |
| 24. Januar | Gösta Theselius                                 | schwedischer Jazzmusiker (Piano, Saxophon, Arrangement, Komposition)                                            | 53    |       |
| 25. Januar | Victor Ehrenberg                                | deutsch-britischer Althistoriker                                                                                | 84    |       |
| 25. Januar | Rudolf Irmisch                                  | deutscher Archivar und Heimatforscher                                                                           | 81    |       |
| 25. Januar | Günther Jungbluth                               | deutscher Germanist und Sprachwissenschaftler                                                                   | 63    |       |
| 25. Januar | Chris Kenner                                    | US-amerikanischer Songwriter und Sänger                                                                         | 46    |       |
| 25. Januar | Harry Marcus                                    | deutscher Anatom, Entomologe sowie Hochschullehrer                                                              | 95    |       |
| 25. Januar | Johannes Meyer                                  | deutscher Drehbuchautor und Filmregisseur                                                                       | 87    |       |
| 25. Januar | Erwin Schoettle                                 | deutscher Politiker (SPD), MdL, MdB                                                                             | 76    |       |
| 26. Januar | Luis Alberti                                    | dominikanischer Merengue-Komponist                                                                              | 69    |       |
| 26. Januar | Walter Artelt                                   | deutscher Medizinhistoriker                                                                                     | 69    |       |
| 26. Januar | Kaj Bundvad                                     | dänischer Politiker (Socialdemokraterne)                                                                        | 71    |       |
| 26. Januar | Max Daetwyler                                   | erster Schweizer Kriegsdienstverweigerer 1914                                                                   | 89    |       |
| 26. Januar | Paul Geilsdorf                                  | deutscher Kirchenmusiker                                                                                        | 85    |       |
| 26. Januar | F. H. Maynard                                   | britisches Fliegerass und Air Vice Marshal der Royal Air Force                                                  | 82    |       |
| 26. Januar | Wilhelm Schlüter                                | deutscher Politiker (SPD), MdL                                                                                  | 75    |       |
| 26. Januar | Isser Jehuda Unterman                           | aschkenasischer Großrabbiner von Israel (1964–1972)                                                             | 89    |       |
| 26. Januar | Hans Zesewitz                                   | deutscher Lehrer, Archivar und Karl-May-Forscher                                                                | 87    |       |
| 27. Januar | Erich Brock                                     | deutsch-schweizerischer Philosoph und Hochschullehrer                                                           | 86    |       |
| 27. Januar | Karl Fritzsching                                | deutscher Lehrer, Heimatforscher, Denkmalpfleger und Zeichner                                                   | 84    |       |
| 27. Januar | Albert Haemmerle                                | deutscher Kunsthistoriker und Papierhistoriker                                                                  | 76    |       |
| 27. Januar | Gertrud Harms                                   | deutsche Kunsthistorikerin und Politikerin (FDP), MdBB                                                          | 59    |       |
| 28. Januar | Anna Beddies                                    | deutsche Politikerin (KPD), MdL                                                                                 | 85    |       |
| 28. Januar | Charlotte van Beuningen-Fentener van Vlissingen | niederländische Philanthropin                                                                                   | 95    |       |
| 28. Januar | Marcel Broodthaers                              | belgischer Künstler                                                                                             | 52    |       |
| 28. Januar | Erwin Gigas                                     | deutscher Geodät, Geophysiker und Messtechniker                                                                 | 76    |       |
| 28. Januar | Jakob Jahn                                      | deutscher Verwaltungsbeamter und Politiker (CDU), MdL                                                           | 78    |       |
| 28. Januar | Ray Nance                                       | amerikanischer Jazz-Trompeter, Violinist und Sänger                                                             | 62    |       |
| 28. Januar | Herbrand Sackville, 9. Earl De La Warr          | britischer Politiker der Conservative Party und Peer                                                            | 75    |       |
| 28. Januar | Hildegard Sauerbier                             | deutsche Oberstudiendirektorin, erste Schulleiterin des Mädchengymnasiums Detmold                               | 84    |       |
| 28. Januar | Heinrich Wägenbaur                              | deutscher Maler                                                                                                 | 78    |       |
| 29. Januar | August Batzem                                   | deutscher Volkssänger (Tenor) und Karnevalist                                                                   | 86    |       |
| 29. Januar | Hans Bürger-Prinz                               | deutscher Psychiater und Hochschullehrer                                                                        | 78    |       |
| 29. Januar | Béla Czóbel                                     | ungarischer Künstler                                                                                            | 92    |       |
| 29. Januar | Georg Eberlein                                  | hessischer Politiker (DVP, LDP) Oberbürgermeister der Stadt Bad Homburg                                         | 87    |       |
| 29. Januar | Reinhard Federmann                              | österreichischer Schriftsteller und Übersetzer                                                                  | 52    |       |
| 29. Januar | Hans Fliege                                     | deutscher Zahnarzt, SS-Führer und Hochschullehrer                                                               | 85    |       |
| 29. Januar | Jesse Fuller                                    | US-amerikanischer Bluessänger und -gitarrist                                                                    | 79    |       |
| 29. Januar | Peter Groß                                      | deutscher Politiker (SPD), MdL Saarland und Bürgermeister                                                       | 73    |       |
| 29. Januar | Michael Gwynn                                   | britischer Schauspieler                                                                                         | 59    |       |
| 29. Januar | Otto Heinsius                                   | deutscher Maler                                                                                                 | 83    |       |
| 29. Januar | Veikko Huhtanen                                 | finnischer Kunstturner, Olympiateilnehmer                                                                       | 56    |       |
| 29. Januar | Erwin Marcusson                                 | deutscher Mediziner, Sozialhygieniker und Gesundheitspolitiker                                                  | 76    |       |
| 29. Januar | Eugen Nusser                                    | deutscher Ingenieur                                                                                             | 73    |       |
| 29. Januar | Curt Stoermer                                   | deutscher Maler                                                                                                 | 84    |       |
| 30. Januar | Hylton Bridgman-Metchim                         | britischer Automobilrennfahrer                                                                                  | 67    |       |
| 30. Januar | Arnold Gehlen                                   | deutscher Philosoph und Soziologe                                                                               | 72    |       |
| 30. Januar | Teohari Georgescu                               | rumänischer Politiker (PCR)                                                                                     | 68    |       |
| 30. Januar | Mance Lipscomb                                  | US-amerikanischer Bluessänger und -gitarrist                                                                    | 80    |       |
| 31. Januar | Pierre Boyer de Latour du Moulin                | französischer General der Kolonialtruppe                                                                        | 79    |       |
| 31. Januar | Buster Brown                                    | US-amerikanischer Bluessänger und -mundharmonikaspieler                                                         | 64    |       |
| 31. Januar | Paul Dupuis                                     | kanadischer Schauspieler                                                                                        | 59    |       |
| 31. Januar | Peter Paul Morandell                            | österreichischer Maler                                                                                          | 74    |       |
| 31. Januar | Joseph Edward Morton                            | US-amerikanischer Wirtschaftsstatistiker                                                                        | 68    |       |
| 31. Januar | Christian Rauch                                 | deutscher Kunsthistoriker                                                                                       | 98    |       |
| 31. Januar | Fernand Sardou                                  | französischer Schauspieler und Sänger                                                                           | 65    |       |
| 31. Januar | Evert Taube                                     | schwedischer Dichter                                                                                            | 85    |       |

## Februar
| Tag         | Name                                | Beruf, bekannt als                                                                                   | Alter | Beleg |
| ----------- | ----------------------------------- | --- | ----- | ----- |
| 1. Februar  | Eric Gordon England                 | britischer Luftfahrtpionier und Automobilrennfahrer                                                  | 84    |       |
| 1. Februar  | Werner Heisenberg                   | deutscher Physiker und Nobelpreisträger                                                              | 74    |       |
| 1. Februar  | Wiktor Lasarew                      | russisch-sowjetischer Kunsthistoriker und Autor                                                      | 78    |       |
| 1. Februar  | Will Lawther                        | britischer Gewerkschafter und Politiker (Labour Party)                                               | 86    |       |
| 1. Februar  | Benito Loygorri                     | spanischer Ingenieur, Pilot und Pionier der spanischen Luftfahrtgeschichte                           | 90    |       |
| 1. Februar  | Karol Mroszczyk                     | polnischer Komponist und Musikpädagoge                                                               | 71    |       |
| 1. Februar  | Edgar Pangborn                      | US-amerikanischer Autor                                                                              | 66    |       |
| 1. Februar  | Hans Richter                        | deutscher Maler und Filmkünstler des Dadaismus                                                       | 87    |       |
| 1. Februar  | Georg Schulte                       | deutscher Politiker (SPS, SPD), MdL                                                                  | 72    |       |
| 1. Februar  | George Hoyt Whipple                 | US-amerikanischer Pathologe                                                                          | 97    |       |
| 2. Februar  | Slatju Bojadschiew                  | bulgarischer Maler                                                                                   | 72    |       |
| 2. Februar  | Eugen Croissant                     | deutscher Maler und Karikaturist                                                                     | 77    |       |
| 2. Februar  | Otto Gilg                           | Schweizer christkatholischer Geistlicher und Kirchenhistoriker                                       | 84    |       |
| 2. Februar  | Eduard Kubat                        | deutscher Filmproduzent und Filmregisseur                                                            | 84    |       |
| 2. Februar  | Ernst Richert                       | deutscher Soziologe und Publizist                                                                    | 63    |       |
| 2. Februar  | Günther Stapenhorst                 | deutscher Filmproduzent                                                                              | 92    |       |
| 2. Februar  | Barbara Euphan Todd                 | britische Schriftstellerin                                                                           | 86    |       |
| 3. Februar  | Anson Gardner Betts                 | US-amerikanischer Chemiker                                                                           | 99    |       |
| 3. Februar  | Hellmuth Fischer                    | deutscher Chemiker                                                                                   | 73    |       |
| 3. Februar  | Erwin Gräf                          | deutscher Islamwissenschaftler, Orientalist und Semitist                                             | 61    |       |
| 3. Februar  | Erhard Holweger                     | deutscher Politiker (SED) und Oberbürgermeister                                                      | 64    |       |
| 3. Februar  | Tatjana Fjodorowna Ljudwinskaja     | russische Revolutionärin                                                                             | 88    |       |
| 3. Februar  | Heinrich Schalit                    | österreichisch-US-amerikanischer Komponist                                                           | 90    |       |
| 03. Februar | Rodman Wanamaker                    | US-amerikanischer Polospieler                                                                        | 76    |       |
| 4. Februar  | Roger Livesey                       | britischer Schauspieler                                                                              | 69    |       |
| 4. Februar  | Joseph Ramsauer                     | österreichischer Komponist und Musikpädagoge                                                         | 70    |       |
| 5. Februar  | Lilly Ackermann                     | deutsche Schauspielerin und Schauspiellehrerin                                                       | 84    |       |
| 5. Februar  | Nicolae Cambrea                     | rumänischer General und Politiker                                                                    | 76    |       |
| 5. Februar  | Wilhelm Haarländer                  | deutscher Lehrer und Geologe                                                                         | 82    |       |
| 5. Februar  | Hans Hellner                        | deutscher Chirurg                                                                                    | 75    |       |
| 5. Februar  | Johann Klindworth                   | deutscher Politiker (CDU), MdL                                                                       | 75    |       |
| 5. Februar  | Charles F. McLaughlin               | US-amerikanischer Jurist und Politiker                                                               | 88    |       |
| 5. Februar  | Hans Müthling                       | deutscher Volkswirt, Jurist und Politiker (SPD), MdB                                                 | 74    |       |
| 5. Februar  | Emanuel Punčochář                   | tschechischer Komponist und Dirigent                                                                 | 73    |       |
| 05. Februar | Thomas Riggs                        | britischer Segler                                                                                    | 72    |       |
| 05. Februar | Harald Stenerud                     | norwegischer Leichtathlet                                                                            | 78    |       |
| 5. Februar  | Bert Sterling Wemp                  | kanadischer Journalist und 42. Bürgermeister von Toronto                                             |       |       |
| 5. Februar  | Adolph Wold                         | norwegischer Fußballspieler                                                                          | 83    |       |
| 6. Februar  | Wolf von Both                       | deutscher Bibliothekar                                                                               | 74    |       |
| 6. Februar  | Jan van Breda Kolff                 | niederländischer Fußballspieler                                                                      | 82    |       |
| 6. Februar  | Gustav Eichelberg                   | deutsch-schweizerischer Maschineningenieur                                                           | 84    |       |
| 6. Februar  | Ritwik Ghatak                       | indischer Filmregisseur und Drehbuchautor                                                            | 50    |       |
| 6. Februar  | Vince Guaraldi                      | US-amerikanischer Jazzmusiker, Pianist und Komponist                                                 | 47    |       |
| 6. Februar  | Johann Georg Hasler                 | liechtensteinischer Landwirt und Politiker (FBP)                                                     | 77    |       |
| 7. Februar  | Edward Flynn                        | US-amerikanischer Amateurboxer                                                                       | 66    |       |
| 07. Februar | William Greggan                     | britischer Tauzieher                                                                                 | 93    |       |
| 7. Februar  | Hermann Kapp                        | Schweizer Arzt und Hochschullehrer                                                                   | 75    |       |
| 7. Februar  | Knud Kirkeløkke                     | dänischer Turner                                                                                     | 83    |       |
| 7. Februar  | Ketty La Rocca                      | italienische Konzept-, Body-Artkünstlerin und Dichterin der Visuellen Poesie                         | 37    |       |
| 7. Februar  | Walter Schumacher                   | deutscher Botaniker und Hochschullehrer                                                              | 74    |       |
| 8. Februar  | Walter Ast                          | deutscher Maler, Zeichner, Grafiker und Kunsterzieher                                                | 91    |       |
| 8. Februar  | Hermann Knüfken                     | deutscher Gewerkschafter                                                                             | 82    |       |
| 8. Februar  | Felix Kuetgens                      | deutscher Museumsdirektor                                                                            | 85    |       |
| 8. Februar  | Karl Maruhn                         | deutscher Mathematiker                                                                               | 71    |       |
| 8. Februar  | Francisco de Paula Pérez Tamayo     | kolumbianischer Unternehmer und Politiker                                                            | 84    |       |
| 8. Februar  | Ilmari Weneskoski                   | finnischer Geiger, Dirigent und Musikpädagoge                                                        | 93    |       |
| 8. Februar  | Ennio Zelioli-Lanzini               | italienischer Politiker                                                                              | 77    |       |
| 9. Februar  | Yohanan Aharoni                     | deutsch-israelischer Archäologe                                                                      | 56    |       |
| 9. Februar  | Ludwig Alm                          | deutscher Fußballspieler                                                                             | 58    |       |
| 9. Februar  | Percy Faith                         | US-amerikanischer Orchesterleiter                                                                    | 67    |       |
| 9. Februar  | Adolph Frederick Pauli              | US-amerikanischer Klassischer Philologe                                                              | 82    |       |
| 9. Februar  | Liddle Towers                       | britischer Mann, Opfer von Polizeigewalt                                                             |       |       |
| 9. Februar  | Dorothy Wilding                     | englisch-britische Porträt-Fotografin                                                                | 83    |       |
| 10. Februar | Herbert Doeschner                   | deutscher Politiker (SPD), MdA                                                                       | 75    |       |
| 10. Februar | André Gegout                        | französischer Eisschnellläufer                                                                       | 72    |       |
| 10. Februar | Axel Triebel                        | deutscher Schauspieler                                                                               | 76    |       |
| 11. Februar | Frank Arnau                         | schweizerisch-deutscher Schriftsteller                                                               | 81    |       |
| 11. Februar | Edwin V. Champion                   | US-amerikanischer Politiker                                                                          | 85    |       |
| 11. Februar | Lee J. Cobb                         | US-amerikanischer Schauspieler                                                                       | 64    |       |
| 11. Februar | Colin Gubbins                       | britischer Offizier                                                                                  | 79    |       |
| 11. Februar | Alexander Lippisch                  | deutscher Flugzeugkonstrukteur                                                                       | 81    |       |
| 11. Februar | Emory H. Price                      | US-amerikanischer Politiker                                                                          | 76    |       |
| 11. Februar | Franz Schede                        | deutscher Orthopäde, orthopädischer Chirurg und Hochschullehrer                                      | 93    |       |
| 11. Februar | Thomas Student                      | deutscher Fußballspieler                                                                             | 78    |       |
| 11. Februar | Dorothy Wrinch                      | britische Mathematikerin und Wissenschaftlerin                                                       | 81    |       |
| 12. Februar | Charles Daggs                       | US-amerikanischer Leichtathlet                                                                       | 74    |       |
| 12. Februar | Georg Fahrbach                      | deutscher Wandervereins-Präsident, Naturschützer, Bankier                                            | 72    |       |
| 12. Februar | Axl Leskoschek                      | österreichischer Künstler                                                                            | 86    |       |
| 12. Februar | Sal Mineo                           | US-amerikanischer Schauspieler und Sänger                                                            | 37    |       |
| 12. Februar | Flérida de Nolasco                  | dominikanische Literatur- und Musikwissenschaftlerin                                                 | 84    |       |
| 12. Februar | Oswald Schiffers                    | deutscher Graphiker                                                                                  | 73    |       |
| 12. Februar | Frank Stagg                         | irischer Widerstandskämpfer und Hungerstreikender                                                    | 33    |       |
| 12. Februar | Clifton Williams                    | US-amerikanischer Hornist, Komponist und Musikpädagoge                                               | 52    |       |
| 13. Februar | Coghuf                              | Schweizer Maler, Zeichner und Bildhauer                                                              | 70    |       |
| 13. Februar | Helmut Gams                         | österreichischer Botaniker                                                                           | 82    |       |
| 13. Februar | William Herald                      | australischer Schwimmer                                                                              | 75    |       |
| 13. Februar | Hansgeorg Klenk                     | deutscher Politiker (CDU), MdL Baden-Württemberg                                                     | 51    |       |
| 13. Februar | Murtala Mohammed                    | nigerianischer Politiker, Staatspräsident Nigerias (1975–1976)                                       | 37    |       |
| 13. Februar | Lily Pons                           | französisch-amerikanische Opernsängerin (Koloratursopran) und Filmschauspielerin                     | 77    |       |
| 13. Februar | Paul Russo                          | US-amerikanischer Rennfahrer                                                                         | 61    |       |
| 13. Februar | Anton Tautscher                     | österreichischer Volkswirtschaftler und Finanzwissenschaftler, Hochschullehrer                       | 70    |       |
| 14. Februar | Hans-Ulrich Back                    | deutscher Generalmajor im Zweiten Weltkrieg                                                          | 79    |       |
| 14. Februar | John R. Crawford                    | US-amerikanischer Spieler und Spieleexperte                                                          | 60    |       |
| 14. Februar | Gertrud Dorka                       | deutsche Lehrerin und Prähistorikerin                                                                | 82    |       |
| 14. Februar | Leo Fellinger                       | österreichischer Maler                                                                               | 91    |       |
| 14. Februar | Josef Georg Gotthardt               | deutscher Politiker (CDU), MdL                                                                       | 68    |       |
| 14. Februar | Robert Riehl                        | deutscher Bildhauer und Keramiker in der DDR                                                         | 51    |       |
| 14. Februar | Piero Scotti                        | italienischer Rennfahrer                                                                             | 66    |       |
| 15. Februar | María Corda                         | ungarische Schauspielerin                                                                            | 77    |       |
| 15. Februar | Jürgen Hahn-Butry                   | deutscher Schriftsteller und Publizist                                                               | 76    |       |
| 15. Februar | Přemysl Pitter                      | tschechischer Pädagoge, evangelischer Prediger und Humanist                                          | 80    |       |
| 15. Februar | Wassili Witaljewitsch Schulgin      | russischer Schriftsteller                                                                            | 98    |       |
| 15. Februar | Torkild Garp                        | dänischer Turner                                                                                     | 93    |       |
| 16. Februar | Karl Bøgholm                        | dänischer Journalist und Parlamentsabgeordneter                                                      | 77    |       |
| 16. Februar | Wilhelm Gutmann                     | deutscher Politiker (NSDAP, NPD), MdL                                                                | 75    |       |
| 16. Februar | Ljudmila Wsewolodowna Keldysch      | sowjetische Mathematikerin                                                                           | 71    |       |
| 16. Februar | Franz Mühlenberg                    | deutscher Politiker (CDU), MdB                                                                       | 81    |       |
| 16. Februar | Manuel Olivares                     | spanischer Fußballspieler                                                                            | 66    |       |
| 16. Februar | Mary Saran                          | deutsche Publizistin                                                                                 | 78    |       |
| 16. Februar | Franz Xaver Schnittmann             | deutscher Pfarrer, Lehrer, Paläontologe und Geologe                                                  | 88    |       |
| 17. Februar | Edwin B. Astwood                    | US-amerikanischer Endokrinologe                                                                      | 66    |       |
| 17. Februar | Oscar Han                           | rumänischer Bildhauer                                                                                | 84    |       |
| 17. Februar | Johannes Jahn                       | deutscher Kunsthistoriker                                                                            | 83    |       |
| 17. Februar | Matthias Kaburek                    | österreichischer Fußballspieler                                                                      | 65    |       |
| 17. Februar | Jean Servais                        | belgischer Schauspieler                                                                              | 65    |       |
| 17. Februar | Francesco Zagar                     | italienischer Astronom                                                                               | 75    |       |
| 17. Februar | Walter Zirpins                      | deutscher Jurist und Polizeibeamter                                                                  | 74    |       |
| 18. Februar | Karl Heinz Abshagen                 | deutscher Jurist, Journalist, Reiseschriftsteller und Biograf                                        | 80    |       |
| 18. Februar | Anton Betzner                       | deutscher Schriftsteller und Journalist                                                              | 81    |       |
| 18. Februar | Claude E. Carpenter                 | US-amerikanischer Szenenbildner                                                                      | 71    |       |
| 18. Februar | Joseph Henabery                     | US-amerikanischer Regisseur, Schauspieler, Drehbuchautor und Produzent                               | 88    |       |
| 18. Februar | Alma Holgersen                      | österreichische Schriftstellerin                                                                     | 76    |       |
| 18. Februar | Hedwig Schmitz                      | deutsche Schauspielerin bei Theater, Film und Fernsehen                                              | 88    |       |
| 18. Februar | Christine Uhl                       | deutsche Pädagogin und Erfinderin des sogenannten Uhl-Bauwagens                                      | 70    |       |
| 18. Februar | Ernst Friedrich Weidner             | deutscher Assyriologe und Vorderasiatischer Archäologe                                               | 84    |       |
| 19. Februar | François-Odon De Wilde              | belgischer Ordensgeistlicher, römisch-katholischer Bischof von Isiro-Niangara                        | 68    |       |
| 19. Februar | Lew Iljitsch Loschinski             | sowjetischer Schachkomponist                                                                         | 63    |       |
| 19. Februar | Christen Ostenfeld                  | dänischer Bauingenieur                                                                               | 75    |       |
| 19. Februar | Kurt Hubertus Paesler-Luschkowko    | deutscher Maler und Grafiker                                                                         | 83    |       |
| 19. Februar | Harald Seiler                       | deutscher Kunsthistoriker und Museumsdirektor                                                        | 65    |       |
| 19. Februar | Lawrence Shields                    | US-amerikanischer Mittelstreckenläufer                                                               | 80    |       |
| 19. Februar | Henrik Sørensen                     | dänischer Langstreckenläufer                                                                         | 78    |       |
| 19. Februar | Cornelis Veening                    | niederländischer Atemtherapeut                                                                       | 81    |       |
| 20. Februar | René Cassin                         | französischer Jurist und Friedensnobelpreisträger                                                    | 88    |       |
| 20. Februar | Kathryn Kuhlman                     | US-amerikanische Evangelistin und Geistheilerin                                                      | 68    |       |
| 20. Februar | Secondino Petronio Lacchio          | italienischer Ordensgeistlicher, Erzbischof von Changsha                                             | 74    |       |
| 20. Februar | Hans Luckey                         | baptistischer Theologe und Pastor sowie freikirchlicher Historiker                                   | 75    |       |
| 20. Februar | Gerhard Pfahler                     | deutscher Psychologe, Erziehungswissenschaftler                                                      | 78    |       |
| 20. Februar | Rolf Rohrberg                       | deutscher Fußballspieler                                                                             | 55    |       |
| 20. Februar | Wilhelm Schaaf                      | deutscher Manager                                                                                    | 78    |       |
| 20. Februar | Ernst Schröder                      | deutscher Gartenarchitekt und Politiker (DVP, FDP), MdL, MdR                                         | 83    |       |
| 20. Februar | Ludwig Schuster                     | deutscher Politiker (CDU), MdL                                                                       | 69    |       |
| 20. Februar | André Thiellement                   | französischer Schachspieler                                                                          | 69    |       |
| 21. Februar | Temple Ashbrook                     | US-amerikanischer Segler                                                                             | 79    |       |
| 21. Februar | Tage Aurell                         | schwedischer Schriftsteller, Journalist und Übersetzer                                               | 80    |       |
| 21. Februar | Ellis O. Briggs                     | US-amerikanischer Diplomat                                                                           | 76    |       |
| 21. Februar | Heinz Folte                         | deutscher Politiker (CDU), MdL                                                                       | 65    |       |
| 21. Februar | Iimura Jō                           | japanischer Generalleutnant                                                                          | 87    |       |
| 21. Februar | Jean Lugeon                         | Schweizer Meteorologe                                                                                | 77    |       |
| 21. Februar | Ignaz Lünenborg                     | deutscher Politiker (Zentrum, CDU), MdL                                                              | 78    |       |
| 22. Februar | Angela Baddeley                     | englische Schauspielerin                                                                             | 71    |       |
| 22. Februar | Florence Ballard                    | US-amerikanische Musikerin                                                                           | 32    |       |
| 22. Februar | Friedrich Buchwald                  | deutscher Politiker (SPD, SED) und Jurist                                                            | 84    |       |
| 22. Februar | Rudolf Dietl                        | deutscher Politiker (NSDAP), MdR                                                                     | 84    |       |
| 22. Februar | Jákup í Jákupsstovu                 | färöischer Politiker                                                                                 | 53    |       |
| 22. Februar | Erik Kjeldsen                       | dänischer Bahnradsportler                                                                            | 85    |       |
| 22. Februar | Hans Liermann                       | deutscher Rechtswissenschaftler                                                                      | 82    |       |
| 22. Februar | Michael Polanyi                     | ungarisch-britischer Chemiker und Philosoph                                                          | 84    |       |
| 22. Februar | Daniel Porthault                    | französischer Autorennfahrer                                                                         | 74    |       |
| 22. Februar | Wilhelm Weber                       | deutscher Verwaltungsbeamter, als hannoverscher Stadtkämmerer maßgeblich an „Arisierungen“ beteiligt | 91    |       |
| 23. Februar | Karl Grünewald                      | deutscher Jurist und Kommunalpolitiker                                                               | 64    |       |
| 23. Februar | Erich Hartmann                      | deutscher Politiker (NSDAP), MdR                                                                     | 79    |       |
| 23. Februar | Carl Otto Kretzschmar von Kienbusch | US-amerikanischer Geschäftsmann, Waffensammler und Waffenhistoriker                                  | 91    |       |
| 23. Februar | Fuzzy Knight                        | US-amerikanischer Schauspieler                                                                       | 74    |       |
| 23. Februar | Dietrich Küchemann                  | deutsch-britischer Ingenieur                                                                         | 64    |       |
| 23. Februar | Lawrence Stephen Lowry              | britischer Maler                                                                                     | 88    |       |
| 23. Februar | Hermann Lücke                       | deutscher Politiker (SPD), MdBB                                                                      | 80    |       |
| 23. Februar | Vito Maragioglio                    | italienischer Ägyptologe                                                                             |       |       |
| 23. Februar | Friedrich Alwin Schade              | deutscher Botaniker                                                                                  | 94    |       |
| 23. Februar | Rapolas Skipitis                    | litauischer Jurist und Politiker                                                                     | 89    |       |
| 23. Februar | Pjotr Michailowitsch Stefanowski    | sowjetischer Testpilot                                                                               | 73    |       |
| 23. Februar | Paul Wellershaus                    | deutscher Maler                                                                                      | 88    |       |
| 24. Februar | Emil Horle                          | Schweizer Handballer                                                                                 | 67    |       |
| 24. Februar | Johannes Köhler                     | deutscher Maler                                                                                      | 80    |       |
| 24. Februar | Johannes Peter Meyer                | deutscher Geistlicher, Erzbischof und Primas der Freikatholischen Kirche in Deutschland              | 66    |       |
| 24. Februar | Käthe Reine                         | deutsche Malerin, Illustratorin und Textilkünstlerin                                                 | 81    |       |
| 24. Februar | Jakob Schunk                        | deutscher Politiker (SPD), MdL, Oberbürgermeister von Pirmasens                                      | 74    |       |
| 25. Februar | Felix Bauer                         | deutscher Ornithologe                                                                                | 72    |       |
| 25. Februar | Camillo Fritz Discher               | österreichischer Architekt                                                                           | 91    |       |
| 25. Februar | Siegfried Fricker                   | deutscher Bildhauer                                                                                  | 68    |       |
| 25. Februar | Paul May                            | deutscher Filmregisseur, Filmeditor, Drehbuchautor und Filmproduzent                                 | 66    |       |
| 25. Februar | Heinz Möser                         | deutscher Verwaltungsbeamter und Universitätsprofessor dvw.de                                        | 49    |       |
| 25. Februar | Tarquinia Tarquini                  | italienische dramatische Sopranistin                                                                 | ≈94   |       |
| 26. Februar | Emil Bisttram                       | ungarisch-amerikanischer Maler                                                                       | 80    |       |
| 26. Februar | Jürgen von Flotow                   | deutscher Gutsbesitzer                                                                               |       |       |
| 26. Februar | Efrem Forni                         | italienischer Geistlicher, Kardinal der römisch-katholischen Kirche                                  | 87    |       |
| 26. Februar | Gerhard Froboess                    | deutscher Komponist, Tontechnikermeister und Verleger                                                | 69    |       |
| 26. Februar | Martin Gareis                       | deutscher Offizier, General der Infanterie im Zweiten Weltkrieg                                      | 84    |       |
| 26. Februar | Robert Geisendörfer                 | deutscher evangelischer Pfarrer, Publizist und kirchlicher Medienunternehmer                         | 65    |       |
| 26. Februar | Walter Hoppe                        | deutscher Geologe                                                                                    | 79    |       |
| 26. Februar | Frieda Inescort                     | schottische Schauspielerin                                                                           | 74    |       |
| 26. Februar | Franz Schreiber                     | deutscher SS-Standartenführer                                                                        | 71    |       |
| 26. Februar | Wilhelm Wagner                      | deutscher Chirurg und Hochschullehrer                                                                | 76    |       |
| 26. Februar | Dieter Weber                        | deutscher Konzertpianist und Klavierpädagoge                                                         | 44    |       |
| 26. Februar | Peter Zylmann                       | deutscher Pädagoge und Heimatforscher                                                                | 92    |       |
| 27. Februar | Daniel Johannes von Balluseck       | niederländischer Journalist und Diplomat                                                             | 80    |       |
| 27. Februar | Harry von Bülow-Bothkamp            | deutscher Fliegerkommandant                                                                          | 78    |       |
| 27. Februar | Kálmán Kalocsay                     | ungarischer Esperanto-Poet und -Übersetzer                                                           | 84    |       |
| 27. Februar | André Marandet                      | französischer Automobilrennfahrer                                                                    | 77    |       |
| 27. Februar | Giulio Razzi                        | italienischer Komponist, Dirigent und Programmdirektor                                               | 71    |       |
| 27. Februar | Erich Reitzenstein                  | deutscher Klassischer Philologe                                                                      | 78    |       |
| 27. Februar | Hans Siburg                         | deutscher General der Flieger der Luftwaffe im Zweiten Weltkrieg                                     | 82    |       |
| 28. Februar | Elihan Tore                         | russisch-chinesischer Präsident der Zweiten Ost-Turkestanischen Republik, Marschall, Schriftsteller  | 91    |       |
| 28. Februar | Adalbert Höhne                      | deutscher Gewerkschafter, Mitglied der Hamburgischen Bürgerschaft (SPD)                              | 47    |       |
| 28. Februar | Ferdinand Khittl                    | deutscher Filmregisseur und Drehbuchautor                                                            | 52    |       |
| 28. Februar | Otto Meditsch                       | deutscher Landrat und Ministerialbeamter                                                             | 79    |       |
| 28. Februar | Ellery Burton Paine                 | US-amerikanischer Elektrotechniker und Hochschullehrer                                               | 100   |       |
| 28. Februar | Väinö Penttala                      | finnischer Ringer                                                                                    | 79    |       |
| 28. Februar | Anton Rooskens                      | niederländischer Maler und Mitbegründer der Künstlervereinigung CoBrA                                | 69    |       |
| 28. Februar | Zofia Stryjeńska                    | polnische Malerin                                                                                    | 84    |       |
| 28. Februar | Józef Wittlin                       | polnischer Schriftsteller                                                                            | 79    |       |
| 28. Februar | Ernst Zumbach                       | Schweizer Jurist und Historiker                                                                      | 81    |       |
| 29. Februar | Gotthard Bauer                      | deutscher Maler und Restaurator                                                                      | 88    |       |
| 29. Februar | Werner von Bercken                  | deutscher Generalleutnant im Zweiten Weltkrieg                                                       | 79    |       |
| 29. Februar | Liam Cunningham                     | irischer Politiker (Fianna Fáil)                                                                     | 61    |       |
| 29. Februar | Florence P. Dwyer                   | US-amerikanische Politikerin                                                                         | 73    |       |
| 29. Februar | Elisabeth Eisler                    | österreichische Keramikerin und Grafikerin                                                           | 55    |       |
| 29. Februar | Thomas Lance                        | englischer Bahnradsportler und Olympiasieger                                                         | 84    |       |
| 29. Februar | Grover Loening                      | US-amerikanischer Flugzeugkonstrukteur und Luftfahrtpionier                                          | 87    |       |
| 29. Februar | Paul Schallück                      | deutscher Schriftsteller                                                                             | 53    |       |
| 29. Februar | Ludwig Sesta                        | österreichischer Ringer                                                                              | 75    |       |
| Februar     | Attilio R. Frassinelli              | US-amerikanischer Politiker                                                                          | 68    |       |
| Februar     | Fletcher Hanks                      | US-amerikanischer Comiczeichner                                                                      | 88    |       |
| Februar     | Friedrich Tete Harens Tetens        | deutscher investigativer Journalist                                                                  |       |       |

## März
| Tag      | Name                                           | Beruf, bekannt als                                                                                              | Alter | Beleg |
| -------- | ---------------------------------------------- | --- | ----- | ----- |
| 1. März  | Walter Gutkind                                 | deutscher Jurist und Oberverwaltungsgerichtsrat                                                                 | 95    |       |
| 1. März  | Paul Gyorgy                                    | ungarisch-US-amerikanischer Mediziner (Pädiatrie) und Ernährungswissenschaftler                                 | 82    |       |
| 1. März  | Harold William Henry                           | US-amerikanischer Geistlicher und Apostolischer Präfekt und Erzbischof in Korea                                 | 66    |       |
| 1. März  | Aloys Lenz                                     | deutscher Politiker (CDU), MdL, MdB, MdEP                                                                       | 66    |       |
| 1. März  | Jean Martinon                                  | französischer Dirigent und Komponist                                                                            | 66    |       |
| 1. März  | Fritz Tarbuk                                   | österreichischer Unternehmer und Firmengründer                                                                  | 79    |       |
| 2. März  | Narve Bonna                                    | norwegischer Skispringer                                                                                        | 75    |       |
| 2. März  | Joseph Grueter                                 | Schweizer Missionar und römisch-katholischer Bischof von Umtata in Südafrika                                    | 79    |       |
| 2. März  | Kirsten Heiberg                                | norwegische Sängerin und Schauspielerin                                                                         | 68    |       |
| 2. März  | Adolf Maurer                                   | Schweizer Pfarrer und Schriftsteller                                                                            | 92    |       |
| 2. März  | Magda Reenberg                                 | dänische Schauspielerin                                                                                         | 78    |       |
| 2. März  | Friedrich Vogel                                | deutscher Verleger und Wirtschaftsjournalist                                                                    | 74    |       |
| 3. März  | Petrus Borne                                   | deutscher Ordensgeistlicher, Abt von Tholey                                                                     | 66    |       |
| 3. März  | Carl Clemens Bücker                            | deutscher Flugzeugkonstrukteur                                                                                  | 81    |       |
| 3. März  | Ray Gilbert                                    | US-amerikanischer Songschreiber                                                                                 | 63    |       |
| 3. März  | Friedrich Hoffmann                             | österreichischer Gewerkschafter und Politiker (SPÖ), Abgeordneter zum Nationalrat                               | 73    |       |
| 3. März  | Hans Kellerer                                  | deutscher Statistiker                                                                                           |       |       |
| 3. März  | Ernst Kern                                     | deutscher Politiker (SPD), Vorsitzender der pfälzischen Arbeiterjugend und der pfälzischen Reichsarbeitsgeme... | 71    |       |
| 3. März  | Sturgis Elleno Leavitt                         | US-amerikanischer Romanist und Hispanist                                                                        | 88    |       |
| 3. März  | Horst Friedrich List                           | deutscher Schriftsteller                                                                                        | 51    |       |
| 3. März  | Alexander Wallace Matheson                     | kanadischer Politiker, Premierminister von Prince Edward Island                                                 | 72    |       |
| 3. März  | Pierre Molinier                                | französischer Maler, Fotograf, Objektkünstler                                                                   | 75    |       |
| 3. März  | Josef Prechtl                                  | österreichischer Politiker (ÖVP), Mitglied des Bundesrates                                                      | 79    |       |
| 3. März  | Bruno Schussnig                                | österreichisch-deutscher Biologe und Hochschullehrer                                                            | 84    |       |
| 3. März  | Alfred Szendrei                                | US-amerikanischer Musikwissenschaftler, Organist, Dirigent und Komponist österreichisch-ungarischer Herkunft    | 92    |       |
| 4. März  | Adolf Baeumker                                 | deutscher Luftfahrtforscher                                                                                     | 84    |       |
| 4. März  | Johannes Belz                                  | deutscher Bildhauer                                                                                             | 51    |       |
| 4. März  | Andreas Dornieden                              | deutscher Politiker (NSDAP), MdR                                                                                | 88    |       |
| 4. März  | John Marvin Jones                              | US-amerikanischer Jurist und Politiker                                                                          | 94    |       |
| 4. März  | Gerhard Kubetschek                             | deutscher Unternehmer und Gründer des Tonmöbel-Herstellers Kuba-Imperial                                        | 66    |       |
| 4. März  | Otto Niedermoser                               | österreichischer Szenenbildner und Hochschullehrer                                                              | 72    |       |
| 4. März  | Walter Schottky                                | deutscher Physiker                                                                                              | 89    |       |
| 5. März  | Charles Lederer                                | US-amerikanischer Drehbuchautor                                                                                 | 69    |       |
| 5. März  | Jukka Piironen                                 | finnischer Leichtathlet                                                                                         | 50    |       |
| 5. März  | Otto Tief                                      | estnischer Politiker                                                                                            | 86    |       |
| 6. März  | Pietro Berra                                   | italienischer Komponist und Dirigent                                                                            |       |       |
| 6. März  | Theodor Bovet                                  | Schweizer Nervenarzt                                                                                            | 75    |       |
| 6. März  | Adolf Eberle                                   | deutscher Moraltheologe                                                                                         | 89    |       |
| 6. März  | Kajus Köster                                   | deutscher Diplomat                                                                                              | 64    |       |
| 6. März  | Maxie Rosenbloom                               | US-amerikanischer Boxer und Schauspieler                                                                        | 68    |       |
| 6. März  | Armando Sapori                                 | italienischer Historiker                                                                                        | 83    |       |
| 6. März  | Heinz Sting                                    | deutscher Jurist, Verwaltungsbeamter und Politiker (NSDAP), MdL                                                 | 71    |       |
| 7. März  | Tove Ditlevsen                                 | dänische Schriftstellerin                                                                                       | 58    |       |
| 7. März  | Richard Dixon                                  | australischer Politiker und Gewerkschafter                                                                      | 70    |       |
| 7. März  | Josef Enzler                                   | Schweizer Komponist                                                                                             | 91    |       |
| 7. März  | Esko Järvinen                                  | finnischer Skisportler                                                                                          | 68    |       |
| 7. März  | Rolf Kaarby                                    | norwegischer nordischer Skisportler                                                                             | 66    |       |
| 7. März  | Erwin Kroll                                    | deutscher Komponist und Musikkritiker                                                                           | 90    |       |
| 7. März  | Hélène Monastier                               | Schweizer Lehrerin                                                                                              | 93    |       |
| 7. März  | Nam Il                                         | nordkoreanischer Politiker und Militär                                                                          | 62    |       |
| 7. März  | Wright Patman                                  | US-amerikanischer Politiker                                                                                     | 82    |       |
| 07. März | Adolphe Reymond                                | Schweizer Fußballspieler                                                                                        | 79    |       |
| 7. März  | Alberto Rosselli                               | italienischer Architekt und Industriedesigner                                                                   | 55    |       |
| 7. März  | Josef Ständer                                  | deutscher Arzt und Politiker (NSDAP), MdR                                                                       | 81    |       |
| 7. März  | Ulrich Stille                                  | deutscher Physiker                                                                                              | 66    |       |
| 7. März  | Zdzisław Studziński                            | polnischer Vizeadmiral und Politiker, Mitglied des Sejm                                                         | 53    |       |
| 8. März  | Pauline Fairfax-Potter, Baroness de Rothschild | US-amerikanische Modeikone, Designerin, Schriftstellerin und spätere Grande Dame                                | 67    |       |
| 8. März  | Gabriele von Magnis                            | deutsche Sozialpädagogin                                                                                        | 79    |       |
| 8. März  | Heinz Mühlenbein                               | deutscher Maler und Kunstglasmaler sowie Restaurator                                                            | 93    |       |
| 8. März  | Alfons Rebane                                  | estnisch-deutscher Offizier der estnischen Armee, später Mitglied der Waffen-SS                                 | 67    |       |
| 8. März  | Heinrich Weidemann                             | deutscher Theologe                                                                                              | 81    |       |
| 8. März  | Karl Wilfert                                   | deutscher Chefentwickler bei Daimler-Benz (1979–1976)                                                           | 68    |       |
| 9. März  | Bojan Danowski                                 | bulgarischer Theaterregisseur, Dramatiker und Theaterwissenschaftler                                            | 76    |       |
| 9. März  | Max Dittrich                                   | deutscher Widerstandskämpfer                                                                                    | 86    |       |
| 9. März  | Walter Haasler                                 | deutscher Bauingenieur und Hochschullehrer                                                                      | 90    |       |
| 9. März  | Hans Hartmann                                  | deutscher Marineoffizier, zuletzt Konteradmiral                                                                 | 79    |       |
| 9. März  | Fritz Niermann                                 | deutscher Gerechter unter den Völkern                                                                           | 77    |       |
| 9. März  | Christl-Marie Schultes                         | deutsche Pilotin                                                                                                | 71    |       |
| 9. März  | Willi Seidel                                   | deutscher Beamter und Kommunalpolitiker                                                                         | 90    |       |
| 9. März  | Hans Sutor                                     | deutscher Fußballspieler                                                                                        | 80    |       |
| 10. März | Louis Abit                                     | französischer Automobilrennfahrer                                                                               | 89    |       |
| 10. März | Karl Heinz Hederich                            | deutscher Diplomingenieur, Parteifunktionär der NSDAP, Burschenschafter                                         | 73    |       |
| 10. März | Hans Meng                                      | Schweizer Politiker (FDP/SP)                                                                                    | 92    |       |
| 10. März | Attilio Piccioni                               | italienischer Politiker, Mitglied der Camera dei deputati                                                       | 83    |       |
| 10. März | Curt Querner                                   | deutscher Maler                                                                                                 | 71    |       |
| 10. März | Einar Ræder                                    | norwegischer Leichtathlet                                                                                       | 80    |       |
| 10. März | Paul Scholz                                    | deutscher Politiker (CDU), MdL                                                                                  | 60    |       |
| 10. März | Haddon Sundblom                                | US-amerikanischer Pin-Up- und Werbe-Zeichner                                                                    | 76    |       |
| 11. März | Gordon Dobson                                  | britischer Physiker und Meteorologe                                                                             | 87    |       |
| 11. März | Boris Michailowitsch Iofan                     | sowjetischer Architekt                                                                                          | 84    |       |
| 11. März | Adolf Kern                                     | deutscher Komponist, Kirchenmusiker, Organist und Kantor                                                        | 69    |       |
| 11. März | Frank Le Blond Kloeb                           | US-amerikanischer Jurist und Politiker                                                                          | 85    |       |
| 11. März | Pinky Mitchell                                 | US-amerikanischer Boxer                                                                                         | 77    |       |
| 11. März | Hermann Warmbold                               | deutscher Landwirt, Agrarwissenschaftler, Manager und Politiker                                                 | 99    |       |
| 11. März | Satyu Yamaguti                                 | japanischer Parasitologe, Entomologe und Helminthologe                                                          | 81    |       |
| 11. März | Alfred Zeller                                  | österreichischer Agrikulturchemiker und Pflanzenphysiologe                                                      | 67    |       |
| 12. März | Rudolf Callmann                                | deutsch-amerikanischer Jurist                                                                                   | 83    |       |
| 12. März | Charlie Phil Rosenberg                         | US-amerikanischer Boxer                                                                                         | 73    |       |
| 13. März | Kurt Gerlach                                   | deutscher völkischer Schriftsteller und Verfasser von Laienspielen                                              | 87    |       |
| 13. März | Ebba Johannsen                                 | deutsche Schauspielerin                                                                                         | 76    |       |
| 13. März | Emmy Krüger                                    | deutsche Opernsängerin (Sopran)                                                                                 | 90    |       |
| 13. März | Inge Sedlmaier                                 | deutsche Turnerin                                                                                               | 50    |       |
| 13. März | Eduard Seiler                                  | Schweizer Hotelier                                                                                              | 68    |       |
| 13. März | Percy Selwyn-Clarke                            | britischer Kolonialgouverneur                                                                                   | 82    |       |
| 13. März | Max Tau                                        | deutsch-jüdischer Schriftsteller, Lektor und Verleger                                                           | 79    |       |
| 14. März | Eduard van Arkel                               | niederländischer Chemiker                                                                                       | 82    |       |
| 14. März | Busby Berkeley                                 | US-amerikanischer Filmregisseur und Choreograph                                                                 | 80    |       |
| 14. März | Georges Chaudron                               | französischer Chemiker                                                                                          | 84    |       |
| 14. März | Karl F. Chudoba                                | deutscher Mineraloge und Petrologe                                                                              | 77    |       |
| 14. März | Jasimuddin                                     | bengalischer Dichter                                                                                            | 72    |       |
| 14. März | Gerhard Mendelson                              | deutscher Musikproduzent                                                                                        | 63    |       |
| 14. März | Ruggero Alfredo Michahelles                    | italienischer Maler und Bildhauer des Futurismus                                                                | 77    |       |
| 14. März | Paul Mundorf                                   | deutscher Theaterschauspieler, Regisseur und Theaterintendant                                                   | 72    |       |
| 14. März | Gottfried Opitz                                | deutscher Historiker                                                                                            | 71    |       |
| 14. März | Martha Saalfeld                                | deutsche Lyrikerin                                                                                              | 78    |       |
| 14. März | Willi Schatz                                   | deutsch-baltischer Filmarchitekt                                                                                | 72    |       |
| 15. März | Georg von Albrecht                             | deutscher Komponist und Hochschullehrer                                                                         | 84    |       |
| 15. März | Al Meyers                                      | US-amerikanischer Flugpionier                                                                                   | 67    |       |
| 15. März | Jo Mielziner                                   | US-amerikanischer Artdirector und Szenenbildner                                                                 | 74    |       |
| 15. März | Albertas Vesčiūnas                             | litauischer Maler und Graphiker                                                                                 | 54    |       |
| 15. März | Hermann Wenhold                                | deutscher Politiker (FDP), MdBB                                                                                 | 85    |       |
| 16. März | Guido Corbellini                               | italienischer Bauingenieur, Hochschullehrer und Politiker (DC)                                                  | 85    |       |
| 16. März | Ernst Gerber                                   | deutscher Politiker (KPD, DFU, DKP), MdL                                                                        | 71    |       |
| 16. März | Martin Herrmann                                | deutscher Zahnarzt                                                                                              | 81    |       |
| 16. März | Albert Lilar                                   | belgischer Politiker                                                                                            | 75    |       |
| 16. März | Gustaf Lindblom                                | schwedischer Fechter                                                                                            | 92    |       |
| 16. März | Ernst Friedrich Löhndorff                      | deutscher Schriftsteller                                                                                        | 77    |       |
| 16. März | Nico Rijnders                                  | niederländischer Fußballspieler                                                                                 | 28    |       |
| 16. März | Hannes Tannert                                 | deutscher Bühnen-, Film- und Hörspielregisseur, Intendant, Schauspieler und Hörspielsprecher                    | 75    |       |
| 17. März | Paul Meierhans                                 | Schweizer Journalist und Politiker (SP)                                                                         | 80    |       |
| 17. März | Hans Robert Scultetus                          | deutscher Meteorologe                                                                                           | 71    |       |
| 17. März | Alice Seiffert                                 | deutsche Übersetzerin                                                                                           | 78    |       |
| 17. März | Luchino Visconti                               | italienischer Schriftsteller, Theater- und Filmregisseur                                                        | 69    |       |
| 18. März | Werner de Boor                                 | deutscher evangelisch-lutherischer Theologe                                                                     | 76    |       |
| 18. März | Betsy Culp                                     | niederländische Pianistin                                                                                       | 93    |       |
| 18. März | Siegfried Gmelin                               | deutscher Jurist, Begründer des österreichischen Bausparwesens                                                  | 79    |       |
| 18. März | Bernhard Karnatz                               | deutscher Jurist und evangelischer Oberkonsistorialrat                                                          | 93    |       |
| 18. März | Klaus Tippel                                   | deutscher Architekt und Baudirektor in Bremen                                                                   | 62    |       |
| 19. März | Romuald Blei                                   | deutscher Kommunalpolitiker                                                                                     | 93    |       |
| 19. März | Ellen de Boor                                  | deutsche Autorin und Übersetzerin                                                                               | 84    |       |
| 19. März | Stuart Cloete                                  | südafrikanischer Schriftsteller                                                                                 | 78    |       |
| 19. März | Albert Dieudonné                               | französischer Schauspieler, Autor und Regisseur                                                                 | 86    |       |
| 19. März | Manfred Frank                                  | deutscher Geologe und Paläontologe                                                                              | 71    |       |
| 19. März | Paul Kossoff                                   | englischer Rock- und Blues-Gitarrist                                                                            | 25    |       |
| 19. März | Leon Orłowski                                  | polnischer Botschafter                                                                                          | 84    |       |
| 19. März | Ivo Tijardović                                 | jugoslawischer Komponist, Librettist, Regisseur und Theaterleiter                                               | 80    |       |
| 19. März | Christl Zimmerl                                | österreichische Tänzerin                                                                                        | 37    |       |
| 20. März | Friedrich Donenfeld                            | österreichischer Fußballspieler und Trainer                                                                     | 64    |       |
| 20. März | Uladsimir Dubouka                              | weißrussischer Dichter, Übersetzer und Literaturkritiker                                                        | 75    |       |
| 20. März | Paul Frank                                     | österreichischer Schriftsteller und Drehbuchautor                                                               | 90    |       |
| 20. März | Felix Funk                                     | deutscher Maler und Zeichner                                                                                    | 70    |       |
| 20. März | Michael Goodliffe                              | britischer Schauspieler                                                                                         | 61    |       |
| 20. März | Charles Gottweiss                              | deutsch-französischer Künstler und Bildhauer                                                                    | 88    |       |
| 20. März | Fred Kahele                                    | US-amerikanischer Schwimmer                                                                                     | 75    |       |
| 20. März | Bruno Krell                                    | deutscher Bildhauer                                                                                             | 73    |       |
| 20. März | Thomas B. Miller                               | US-amerikanischer Politiker                                                                                     | 79    |       |
| 21. März | Joe Fulks                                      | US-amerikanischer Basketballspieler                                                                             | 54    |       |
| 21. März | Walter Kohler junior                           | US-amerikanischer Politiker                                                                                     | 71    |       |
| 21. März | Wilhelm Marschall                              | deutscher Marineoffizier und Generaladmiral im Zweiten Weltkrieg                                                | 89    |       |
| 21. März | Vladimir Sabich                                | US-amerikanischer Skirennläufer                                                                                 | 31    |       |
| 21. März | Helene Thalmann-Antenen                        | Schweizer Juristin (Fürsprech), Publizistin und Frauenrechtlerin                                                | 69    |       |
| 21. März | Princess White                                 | amerikanische Bluessängerin                                                                                     | 95    |       |
| 22. März | Kurt Fuß                                       | deutscher Schauspieler                                                                                          | 84    |       |
| 22. März | Viktor Emil von Gebsattel                      | deutscher Philosoph, Psychiater, Psychologe und Mediziner                                                       | 93    |       |
| 22. März | John McLaughlin                                | US-amerikanischer Maler                                                                                         | 77    |       |
| 22. März | Gustav Lüdecke                                 | deutscher Architekt                                                                                             | 86    |       |
| 22. März | Franz Nagel                                    | deutscher Maler und Grafiker                                                                                    | 68    |       |
| 22. März | Herbert Ricke                                  | deutscher Bauforscher und Ägyptologe                                                                            | 74    |       |
| 22. März | William V. Skall                               | US-amerikanischer Kameramann                                                                                    | 78    |       |
| 22. März | Hans Thirring                                  | österreichischer Physiker und Politiker (SPÖ), Mitglied des Bundesrates                                         | 87    |       |
| 23. März | Sune Lindqvist                                 | schwedischer Archäologe                                                                                         | 89    |       |
| 23. März | Noguchi Yatarō                                 | japanischer Maler                                                                                               | 76    |       |
| 23. März | Shiga Mitsuko                                  | japanische Schriftstellerin                                                                                     | 90    |       |
| 24. März | Hans Bauer                                     | deutscher Kommunalpolitiker (SPD) und Oberbürgermeister in Weiden in der Oberpfalz                              | 55    |       |
| 24. März | Erich Eichhoff                                 | deutscher Verwaltungsjurist und Verkehrsrechtler                                                                | 66    |       |
| 24. März | Melitta Hirzel                                 | Schweizer Gesangspädagogin                                                                                      | 87    |       |
| 24. März | Tibor Kozma                                    | ungarisch-amerikanischer Dirigent                                                                               | 66    |       |
| 24. März | Hans Oscar Margon                              | deutscher Widerstandskämpfer und DDR-Wirtschaftsfunktionär                                                      | 64    |       |
| 24. März | Bernard Montgomery                             | britischer Feldmarschall des Zweiten Weltkrieges                                                                | 88    |       |
| 24. März | Francis Murnaghan                              | US-amerikanischer Mathematiker                                                                                  | 82    |       |
| 24. März | Hermann Rose                                   | deutscher Mineraloge, Kristallograph sowie Hochschullehrer                                                      | 92    |       |
| 24. März | Ernest Shepard                                 | englischer Maler und Illustrator                                                                                | 96    |       |
| 24. März | Hans Sohnle                                    | deutscher Filmarchitekt                                                                                         | 80    |       |
| 25. März | Josef Albers                                   | deutscher Maler, Kunsttheoretiker und -pädagoge                                                                 | 88    |       |
| 25. März | Kieran Egan                                    | irischer Politiker (Fianna Fáil)                                                                                | 59    |       |
| 25. März | Klaus W. Krause                                | deutscher Schauspieler, Hörspiel- und Synchronsprecher                                                          | 72    |       |
| 25. März | Ihsan Nuri Pascha                              | kurdischer Revolutionär                                                                                         |       |       |
| 25. März | Friedrich Ludwig Stellwaag                     | deutscher Zoologe                                                                                               | 89    |       |
| 26. März | Ernst Albrecht                                 | deutscher Fußballspieler                                                                                        | 68    |       |
| 26. März | Gustav Baum                                    | deutscher Manager                                                                                               | 83    |       |
| 26. März | Duster Bennett                                 | britischer Bluesmusiker                                                                                         | 29    |       |
| 26. März | Hugo Bros                                      | deutscher Politiker (CDU), MdL                                                                                  | 71    |       |
| 26. März | Max Escher                                     | deutscher Künstler und Kunsterzieher                                                                            | 74    |       |
| 26. März | Kurt Göcke                                     | deutscher Orthopäde und Hochschullehrer                                                                         | 91    |       |
| 26. März | Otto Haas                                      | österreichischer Paläontologe und Rechtsanwalt                                                                  | 89    |       |
| 26. März | Felicie Hüni-Mihacsek                          | ungarische Opern- und Konzertsängerin                                                                           | 84    |       |
| 26. März | Franz Hein                                     | deutscher Chemiker                                                                                              | 83    |       |
| 26. März | Oskar Kaltenegger                              | österreichischer Beamter und Politiker (GDVP/NSDAP)                                                             | 89    |       |
| 26. März | Rosa Katz                                      | deutsche Pädagogin und Entwicklungspsychologin                                                                  | 90    |       |
| 26. März | René Lefebvre                                  | belgischer Politiker                                                                                            | 82    |       |
| 26. März | Lin Yutang                                     | chinesischer Schriftsteller                                                                                     | 80    |       |
| 26. März | Kurt Lundqvist                                 | schwedischer Leichtathlet                                                                                       | 61    |       |
| 26. März | Hans Maurer                                    | österreichischer Journalist und Politiker (ÖVP), Abgeordneter zum Nationalrat                                   | 87    |       |
| 26. März | Joachim von Reckow                             | deutscher Zahnarzt und Hochschullehrer                                                                          | 77    |       |
| 26. März | Maurice Schnebelen                             | französischer Politiker, Mitglied der Nationalversammlung                                                       | 65    |       |
| 27. März | Muqaghali Maqatajew                            | kasachisch-sowjetischer Dichter und Übersetzer                                                                  | 45    |       |
| 27. März | Marko Šuštaršič                                | jugoslawischer Maler und Grafiker                                                                               | 48    |       |
| 27. März | Georg-August Zinn                              | deutscher Jurist und Politiker (SPD), MdL, hessischer Ministerpräsident, MdB                                    | 74    |       |
| 28. März | Corrado Cagli                                  | italienischer Künstler                                                                                          | 66    |       |
| 28. März | Otto Calliebe                                  | deutscher Gymnasiallehrer, Vizeinspekteur der NPEA                                                              | 82    |       |
| 28. März | Erich-Heinrich Clößner                         | deutscher Offizier, zuletzt General der Infanterie im Zweiten Weltkrieg                                         | 87    |       |
| 28. März | Beppo Schwaiger                                | deutscher Schauspieler und Kabarettist                                                                          | 74    |       |
| 29. März | Jean-Charles Roman d’Amat                      | französischer Archivar und Paläograf                                                                            | 88    |       |
| 29. März | Richard Arlen                                  | US-amerikanischer Schauspieler                                                                                  | 75    |       |
| 29. März | Margarita Wassiljewna Fofanowa                 | russische Bolschewikin                                                                                          | 92    |       |
| 29. März | Margaret Leiteritz                             | deutsche Bibliothekarin und Malerin                                                                             | 68    |       |
| 29. März | Hermann Ranft                                  | deutscher Tischler und Modellbauer                                                                              | 69    |       |
| 29. März | Milena Rudnyzka                                | ukrainische politische Aktivistin, Pädagogin, Journalistin und Schriftstellerin, polnische Parlamentsabgeord... | 83    |       |
| 29. März | Hans Steineder                                 | österreichischer Architekt                                                                                      | 72    |       |
| 29. März | Wilhelm Stigler                                | österreichischer Architekt                                                                                      | 72    |       |
| 30. März | Rube Bloom                                     | US-amerikanischer Jazzmusiker                                                                                   | 73    |       |
| 30. März | Richard Irvine                                 | US-amerikanischer Szenenbildner                                                                                 | 65    |       |
| 30. März | Gustaf Malmsten                                | schwedischer Weitspringer                                                                                       | 86    |       |
| 30. März | Otto Rüdiger                                   | deutscher Politiker (SPD)                                                                                       | 90    |       |
| 30. März | Willi Seibert                                  | deutscher SS-Offizier, stellvertretender Befehlshaber der Einsatzgruppe D                                       | 67    |       |
| 30. März | Hans Thomi                                     | Schweizer Unternehmer                                                                                           | 91    |       |
| 30. März | Chappie Willett                                | US-amerikanischer Jazzmusiker, Komponist und Arrangeur                                                          | 68    |       |
| 31. März | René Ahrlé                                     | deutscher Grafiker, Maler und Fotograf                                                                          | 82    |       |
| 31. März | Hans-Adolf Asbach                              | deutscher Politiker (GB/BHE), MdL, Landesminister in Schleswig-Holstein                                         | 71    |       |
| 31. März | Adolf Eckert-Möbius                            | deutscher Mediziner                                                                                             | 86    |       |
| 31. März | Fritz Rémond junior                            | deutscher Schauspieler, Regisseur und Impresario                                                                | 73    |       |
| 31. März | Paul Strand                                    | US-amerikanischer Fotograf                                                                                      | 85    |       |
| 31. März | Edward Streeter                                | US-amerikanischer Journalist und Schriftsteller                                                                 | 84    |       |
| März     | Ludwig Bachhofer                               | deutscher Kunsthistoriker                                                                                       | 81    |       |
| März     | Friedrich Eugen Maier                          | deutscher Pilot und Ingenieur                                                                                   | 77    |       |
| März     | Adolph Rickenbacher                            | schweizerisch-amerikanischer Erfinder                                                                           | 88    |       |